# Латконосий вуж
Латконосий вуж (Salvadora) — рід неотруйних змій родини вужеві. Має 7 видів.

## Опис
Загальна довжина представників цього роду коливається від 40 см до 1,4 м. Голова невелика, дещо сплощена. Очі великі. На кінчики морди присутня луска, яка помітна загнута догори, нагадує латку. Звідси походить назва цих вужів. Має 8—9 верхньогубних щитків, розмір яких у кожного з видів окремий. Тулуб стрункий, кремезний. Забарвлення бежеве, кремове, сіре з різними відтінками зі смугами коричневого, чорного, блакитного кольорів.

## Спосіб життя
Полюбляють сухі місцини з невеликою травою, пустелі, рідкісні чагарники. Активні вдень. Харчуються ящірками та дрібними ссавцями.
Це яйцекладні змії. Самиці відкладають до 12 яєць.

## Розповсюдження
Мешкають на півдні США та у Мексиці.

## Види
- Salvadora bairdi
- Salvadora deserticola
- Salvadora grahamiae
- Salvadora hexalepis
- Salvadora intermedia
- Salvadora lemniscata
- Salvadora mexicana